# Adem Kılıççı
Adem Kılıççı (Ağrı, 5 marzo 1986) è un pugile turco.

## Palmarès

### Mondiali dilettanti
- 1 medaglia:
  - 1 bronzo (Chicago 2007 nei pesi welter)

### Europei dilettanti
- 1 medaglia:
  - 1 argento (Ankara 2011 nei pesi medi)

### Giochi del Mediterraneo
- 2 medaglie:
  - 1 oro (Mersin 2013 nei pesi medi)
  - 1 argento (Pescara 2009 nei pesi welter)

### Giochi mondiali universitari
- 1 medaglia:
  - 1 argento (Antalya 2004 nei pesi welter)